# Timur Chizriew
Timur Szamilowicz Chizriew (ros. Тимур Шамилович Хизриев, ur. 19 listopada 1995 w Machaczkale) – rosyjski zawodnik mieszanych sztuk walki (MMA) wagi piórkowej. Aktualnie związany z amerykańską organizacją PFL. Były zawodnik Bellator MMA.

## Osiągnięcia
- 2019: Zwycięzca turnieju ACA w wadze piórkowej
- 2024: Zwycięzca turnieju PFL w wadze piórkowej

## Lista zawodowych walk w MMA
| Wynik   | Rekord | Przeciwnik (bilans przed walką) | Rozstrzygnięcie                                              | Runda | Czas | Rozgrywki                                            | Data       | Miejsce       | Uwagi                                                                |
| ------- | ------ | ------------------------------- | ------------------------------------------------------------ | ----- | ---- | ---------------------------------------------------- | ---------- | ------------- | -------------------------------------------------------------------- |
| Wygrana | 18-0   | Brendan Loughnane (30-5)        | Decyzja (jednogłośna)                                        | 5     | 5:00 | PFL 10: 2024 PFL World Championship                  | 29.11.2024 | Rijad         | Zwyciężył turniej PFL 2024 w wadze piórkowej. Main Event.            |
| Wygrana | 17-0   | Gabriel Alves Braga (14-1)      | Decyzja (niejednogłośna)                                     | 3     | 5:00 | PFL 9: 2024 Playoffs                                 | 23.08.2024 | Waszyngton    | Półfinał turnieju PFL 2024 w wadze piórkowej                         |
| Wygrana | 16-0   | Enrique Barzola (20-8-2)        | Decyzja (jednogłośna)                                        | 3     | 5:00 | PFL 6: 2024 Regular Season                           | 28.06.2024 | Sioux Falls   | Playoffy sezonu regularnego PFL 2024 w wadze piórkowej               |
| Wygrana | 15-0   | Brett Johns (20-3)              | Decyzja (jednogłośna)                                        | 3     | 5:00 | PFL 3: 2024 Regular Season                           | 19.04.2024 | Chicago       | Playoffy sezonu regularnego PFL 2024 w wadze piórkowej. Debiut w PFL |
| Wygrana | 14-0   | Justin Gonzales (14-2)          | Decyzja (jednogłośna)                                        | 3     | 5:00 | Bellator 301                                         | 17.11.2023 | Chicago       |                                                                      |
| Wygrana | 13-0   | Richie Smullen (10-2-1)         | Decyzja (jednogłośna)                                        | 3     | 5:00 | Bellator 297                                         | 16.06.2023 | Chicago       |                                                                      |
| Wygrana | 12-0   | Daniel Weichel (42-13)          | Decyzja (jednogłośna)                                        | 3     | 5:00 | Bellator 288                                         | 18.11.2022 | Chicago       | Debiut w Bellator MMA.                                               |
| Wygrana | 11-0   | Ruslan Ryskul (7-1)             | Poddanie (duszenie gilotynowe)                               | 1     | 3:06 | Eagle FC 41: Abdulmanap Nurmagomedov Memorial 2021   | 18.09.2021 | Moskwa        |                                                                      |
| Wygrana | 10-0   | Alexander Belikh (9-3)          | Decyzja (jednogłośna)                                        | 3     | 5:00 | AMC Fight Nights 99                                  | 25.12.2020 | Moskwa        |                                                                      |
| Wygrana | 9-0    | Bayysh Babakulov (2-0)          | TKO (przerwanie przez sędziego)                              | 1     | 2:55 | Gorilla Fighting 27                                  | 22.08.2020 | Almietjewsk   |                                                                      |
| Wygrana | 8-0    | Bibert Tumenov (6-0)            | Decyzja (jednogłośna)                                        | 3     | 5:00 | Berkut Young Eagles 8: Grand- Prix Berkut Finals     | 23.03.2019 | Grozny        | Wygrał turniej ACA w wadze piórkowej.                                |
| Wygrana | 7-0    | Yusup-Khadzhi Zubariev (2-0)    | Decyzja (jednogłośna)                                        | 3     | 5:00 | Berkut Young Eagles 7: Grand- Prix Berkut 1/2 Finals | 22.12.2018 | Tołstoj-Jurta | Półfinał turnieju ACA w wadze piórkowej.                             |
| Wygrana | 6-0    | Musa Visengeriev (1-0)          | Decyzja (jednogłośna)                                        | 3     | 5:00 | Berkut Young Eagles 5: Grand- Prix Berkut 1/4 Finals | 13.10.2018 | Tołstoj-Jurta | Ćwierćfinał turnieju ACA w wadze piórkowej.                          |
| Wygrana | 5-0    | Maxim Pugachev (8-3-1)          | Decyzja (jednogłośna)                                        | 3     | 5:00 | Berkut Young Eagles 2: Grand Prix 2018 1/8 final     | 15.04.2018 | Tołstoj-Jurta | 1/8 finału turnieju ACA w wadze piórkowej.                           |
| Wygrana | 4-0    | Martiros Grigoryan (2-5)        | KO (wysokie kopnięcie na głowę i ciosy pięściami w parterze) | 1     | 2:09 | Fight Nights Global 73                               | 04.09.2017 | Kaspijsk      |                                                                      |
| Wygrana | 3-0    | Bolin Li (2-3)                  | Decyzja (jednogłośna)                                        | 3     | 5:00 | Superstar Fight 5                                    | 13.09.2016 | Pekin         |                                                                      |
| Wygrana | 2-0    | Zaur Asukov (0-0)               | TKO (ciosy pięściami)                                        | 1     | 4:56 | Combat Self Defense Federation: Cup Of Russia 2014   | 12.09.2014 | Piatigorsk    |                                                                      |
| Wygrana | 1-0    | Roman Kishev (0-1)              | Decyzja (jednogłośna)                                        | 3     | 5:00 | North Caucasian Fighting Championship 2014           | 30.08.2014 | Piatigorsk    |                                                                      |